# Анђела Мужинић
Анђела Мужинић Винцетић (Сплит, 1. јануар 1992) хрватска је стонотениска параолимпијка. У пару са Хеленом Дретар Карић у дублу освојиле су двије медаље и на Параолимпијским (2016, 2020) и свјетским првенствима (2014, 2017), као и шест медаља на европским првенствима, од којих пет златних (2013–2023) и једну бронзу (2011). Освојила је и двије медаље на Свјетском првенству (2014, 2017) и три на Европском првенству (2015–2019) у синглу.
Вицентић је освојила сребрну медаљу са својом партнерком Хеленом Дретар Карић у класи 1–3 стоног тениса на Љетњим параолимпијским играма 2016. године.
До саобраћајне несреће у Срињинама (код Сплита), у којој је задобила прелом седмог и осмог грудног пршљена при чему су јој потпуно одузете ноге, играла је одбојку. Док се опорављала у Вараждинским Топлицама, посјетила ју је Хелена Дретар Карић и упознала са парастоним тенисом. После четири мјесеца вратила се у основну школу и почела да игра стони тенис.